# Saturnia conversa
Saturnia conversa är en fjärilsart som beskrevs av Schultz. 1909. Saturnia conversa ingår i släktet Saturnia och familjen påfågelsspinnare. Inga underarter finns listade.